# Tour de Flandes 1946
El Tour de Flandes 1946 és la 30a edició del Tour de Flandes. La cursa es disputà el 14 d'abril de 1946, amb inici a Gant i final a Wetteren després d'un recorregut de 246 quilòmetres.
El vencedor final fou el belga Rik van Steenbergen, que s'imposà en solitari en l'arribada a Wetteren. Van Steenbergen ja havia guanyat l'edició de 1944. El francès Louis Thiétard acabà segon, mentre el belga Briek Schotte acabà en tercera posició.

## Classificació final
|    | Ciclista                  | Equip              | Temps      |
| -- | ------------------------- | ------------------ | ---------- |
| 1  | Rik van Steenbergen (BEL) | Mercier-Hutchinson | 6h 51' 00" |
| 2  | Louis Thiétard (FRA)      | Metropole-Dunlop   | + 1' 06"   |
| 3  | Briek Schotte (BEL)       | Alcyon-Dunlop      | + 1' 06"   |
| 4  | Albert Sercu (BEL)        | Dilecta-Wolber     | + 5' 36"   |
| 5  | Sylvain Grysolle (BEL)    | Rochet-Dunlop      | + 5' 36"   |
| 6  | Michel Remue (BEL)        | Alcyon-Dunlop      | + 5' 36"   |
| 7  | Camille Beeckman (BEL)    | Thompson           | + 5' 36"   |
| 8  | Georges Claes (BEL)       | Rochet-Dunlop      | + 5' 36"   |
| 9  | Marcel Kint (BEL)         | Mercier-Hutchinson | + 5' 36"   |
| 10 | Maurice Clautier (BEL)    | Thompson           | + 5' 36"   |